# 3246 Bidstrup
3246 Bidstrup (1976 GQ3) là một tiểu hành tinh vành đai chính được phát hiện ngày 1 tháng 4 năm 1976 bởi Chernykh, N. ở Nauchnyj. Tiểu hành tinh đặt tên theo Herluf Bidstrup.